# Třída Kuma
Třída Kuma (球磨型 Kuma gata) byla třída lehkých křižníků japonského císařského námořnictva z období druhé světové války. Jejich hlavním úkolem bylo vedení japonských torpédoborců. Postaveno bylo pět křižníků této třídy. Ve službě byly v letech 1920–1945. Všechny byly zničeny ve druhé světové válce.

## Stavba
Plavidla koncepčně vycházela z předcházející třídy Tenrjú, byla však větší a silněji vyzbrojená, aby se více přiblížila americké třídě Omaha. Silnější pohonný systém umožnil zvýšit nejvyšší rychlost na 36 uzlů. Celkem bylo v letech 1918–1921 postaveno pět jednotek této třídy. Dalších šest vylepšených plavidel bylo postaveno jako třída Nagara.
Jednotky třídy Kuma:
| Jméno           | Loděnice           | Založení kýlu      | Spuštěna          | Vstup do služby | Poznámka |
| --------------- | ------------------ | ------------------ | ----------------- | --------------- | --- |
| Kuma (球磨)     | Sasebo             | 29. srpna 1918     | 14. července 1919 | 31. srpna 1920  | Dne 11. ledna 1944 byl potopen britskou ponorkou HMS Tally-Ho (P317).                                                                             |
| Tama (多摩)     | Micubiši, Nagasaki | 10. srpna 1918     | 10. února 1920    | 29. ledna 1921  | Poškozen v bitvě u Leyte a následně byl 25. října 1944 potopen americkou ponorkou USS Jallao (SS-368).                                            |
| Kitakami (北上) | Sasebo             | 1. září 1919       | 3. července 1920  | 15. dubna 1921  | V lednu 1944 poškozen britskou ponorkou HMS Templar (P316). Dne 24. a 28. července 1945 byl těžce poškozen americkými letadly z TF.38, neopraven. |
| Ói (大井)       | Kawasaki, Kóbe     | 24. listopadu 1919 | 15. července 1920 | 3. října 1921   | Dne 19. července 1944 byl potopen americkou ponorkou USS Flasher (SS-249).                                                                        |
| Kiso (木曾)     | Micubiši, Nagasaki | 10. června 1919    | 14. prosince 1920 | 4. května 1921  | Dne 13. listopadu 1944 potopen americkými palubními letadly z TF.38.                                                                              |

## Konstrukce

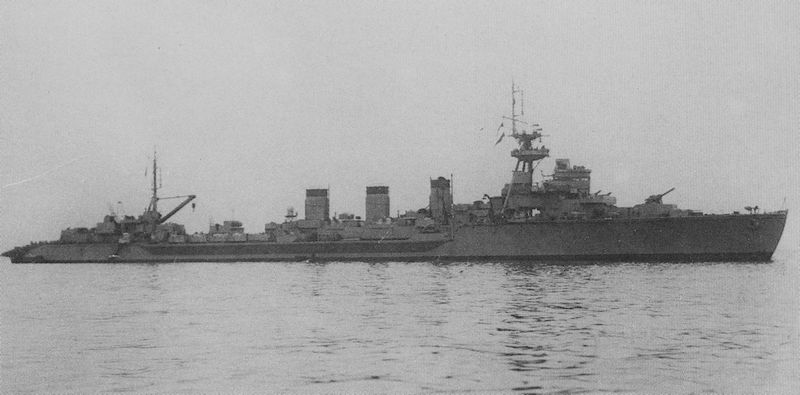
Křižník Kitakami po přestavbě na torpédový křižník

Hlavní výzbroj tvořilo sedm 140mm kanónů typu 3. roku, dva 76mm kanóny typu 3. roku, dva 6,5mm kulomety, čtyři dvojité 533mm torpédomety a až 48 min. Pohonný systém tvořilo 12 kotlů Kampon a čtyři turbíny Mitsubishi-Parsons-Gihon (u Ói Brown-Curtis) o výkonu 90 000 hp, pohánějící čtyři lodní šrouby. Nejvyšší rychlost dosahovala 36 uzlů. Dosah byl 4000 námořních mil při rychlosti 14 uzlů.

### Modifikace

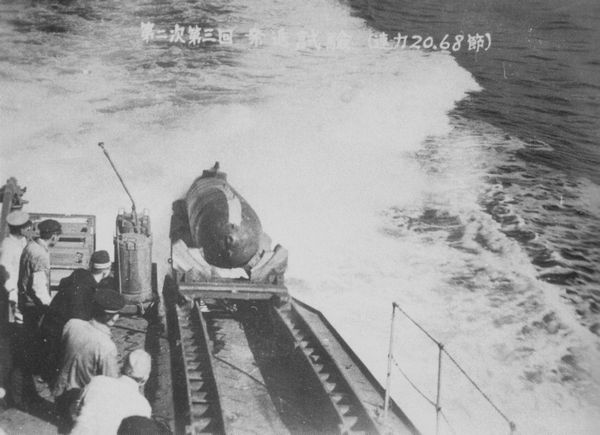
Křižník Kitakami spouští na vodu svůj Kaiten

V 30. letech proběhla přestavba za účelem zlepšení jejich stability. Výtlak se přiblížil 8000 tunám a rychlost poklesla na 32 uzlů. Roku 1941 byly Kitakami a Ói přestavěny na torpédové křižníky. Příďové 140mm kanóny zůstaly zachovány a protiletadlovou výzbroj tvořilo osm 25mm kanónů, přičemž nově bylo instalováno 10 čtyřhlavňových 610mm torpédometů (na sponzonech po pěti na každém boku). Obdobná přestavba Kiso byla zrušena.
Později byly Kitakami a Ói přestavěny na rychlé transporty. Původní 140mm kanóny nahradily čtyři 127mm kanóny, protiletadlová výzbroj byla posílena, počet 610mm torpédometů se snížil na osm (dva čtyřhlavňové) a na záď byly umístěny dva spouštěče hlubinných pum. Na sponzonech bylo umístěno osm vyloďovacích člunů.
V roce 1945 byl křižník Kitakami, při opravách poškození způsobeného torpédem, upraven na nosič osmi sebevražedných torpéd Kaiten. Výkon pohonného systému se snížil na 35 000 hp, rychlost se snížila na 24 uzlů.